# 방사속

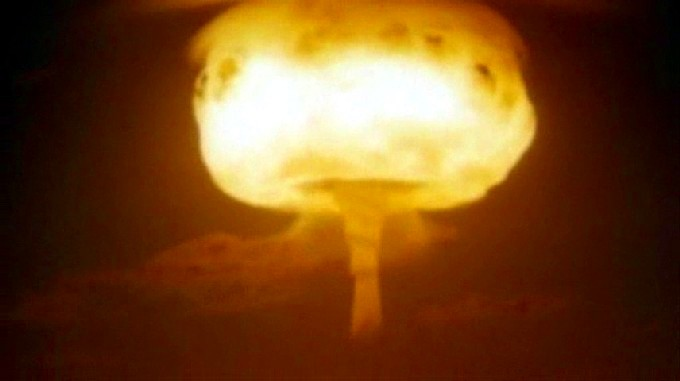

방사속은 단위 시간당 어느 한 면적을 통해 에너지가 사방으로 발산되어, 전자파의 형태로 공간에 전달되는 것을 말한다. 이는 에너지 방사의 시간적 비율로, 단위는 와트(watt)이다.

## 같이 보기
- 광선속
- 일률